# Paradoja de Hilbert-Bernays
La paradoja de Hilbert-Bernays es una paradoja peculiar que pertenece a la familia de las paradojas de la referencia (como la paradoja de Berry). Recibe su nombre en honor a David Hilbert y Paul Bernays.

## Historia
La paradoja aparece en el libro Grundlagen der Mathematik de Hilbert y Bernays, y es utilizada por ellos para demostrar que una teoría suficientemente fuerte y consistente no puede contener su propio funtor de referencia. Aunque ha pasado desapercibida en gran parte del siglo XX, recientemente ha sido redescubierta y apreciada por las dificultades peculiares que presenta.

## Formulación
Así como la propiedad semántica de la verdad parece estar regida por el esquema naíf:
(T) La oración ´P´ es verdadera si y solo si P
(donde las comillas simples se refieren a la expresión lingüística entre comillas), la propiedad semántica de la referencia parece estar regida por el esquema naíf:
(R) Si a existe, el referente del nombre ´a´ es idéntico a a
Sin embargo, supongamos que para cada expresión e del lenguaje, el lenguaje también contiene un nombre <e> para esa expresión, y consideremos un nombre h para los números (naturales) que cumple con:
(H) <h> es idéntico a ´(el referente de <h>)+1´
Supongamos que, para algún número n:
(1) El referente de <h> es idéntico a n
Entonces, seguramente, el referente de <h> existe, al igual que (el referente de <h>)+1. Según (R), se sigue entonces que:
(2) El referente de `(el referente de <h>)+1` es idéntico a (el referente de <h>)+1
Por lo tanto, según (H) y el principio de indiscernibilidad de los idénticos, se cumple que:
(3) El referente de <h> es idéntico a (el referente de <h>)+1
Pero, con dos aplicaciones más de la indiscernibilidad de los idénticos, (1) y (3) implican:
(4) n es idéntico a n+1
Infelizmente (4) es absurdo, ya que ningún número es idéntico a su sucesor.

## Soluciones
Dado que, según el lema diagonal, toda teoría suficientemente fuerte deberá aceptar algo similar a (H), la única forma de evitar la absurdidad es rechazando el principio de referencia ingenua (R) o rechazando la lógica clásica (que valida el razonamiento desde (R) y (H) hasta la absurdidad). Según el primer abordaje, lo que se dice sobre la paradoja del Mentiroso se aplica de manera similar a la paradoja de Hilbert-Bernays. En cambio, esta paradoja presenta dificultades peculiares para muchas soluciones que persiguen el segundo abordaje: por ejemplo, soluciones a la paradoja del Mentiroso que rechazan el principio del tercero excluido (que no se utiliza en la paradoja de Hilbert-Bernays) han negado que exista algo como el referente de h; soluciones a la paradoja del Mentiroso que rechazan el principio de no contradicción (que tampoco se utiliza en la paradoja de Hilbert-Bernays) han afirmado que h se refiere a más de un objeto.